# Le Roc-Saint-André
Le Roc-Saint-André (Gallo Le Roz, bretonisch Roz-Sant-Andrev) ist eine ehemalige französische Gemeinde mit 974 Einwohnern (Stand: 1. Januar 2022) im Département Morbihan in der Region Bretagne. Sie gehörte zum Arrondissement Pontivy und zum Kanton Moréac. 
Mit Wirkung vom 1. Januar 2016 wurde Le Roc-Saint-André mit den früheren Gemeinden La Chapelle-Caro und Quily zu einer Commune nouvelle mit dem Namen Val d’Oust zusammengelegt. Die ehemaligen Gemeinden haben in der neuen Gemeinde den Status einer Commune déléguée. Der Verwaltungssitz befindet sich im Ort Le Roc-Saint-André.

## Geografie
Le Roc-Saint-André liegt am Nantes-Brest-Kanal, rund 33 Kilometer nordöstlich von Vannes im Nordosten des Départements.
Nachbarorte sind Quily im Norden, Ploërmel und Montertelot im Nordosten, La Chapelle-Caro im Osten, Sérent im Süden sowie Lizio im Westen.

## Bevölkerungsentwicklung
| Jahr                       | 1962 | 1968 | 1975 | 1982 | 1990 | 1999 | 2006 | 2012 |
| Einwohner                  | 717  | 702  | 736  | 793  | 836  | 861  | 913  | 936  |
| Quellen: Cassini und INSEE |      |      |      |      |      |      |      |      |

## Sehenswürdigkeiten

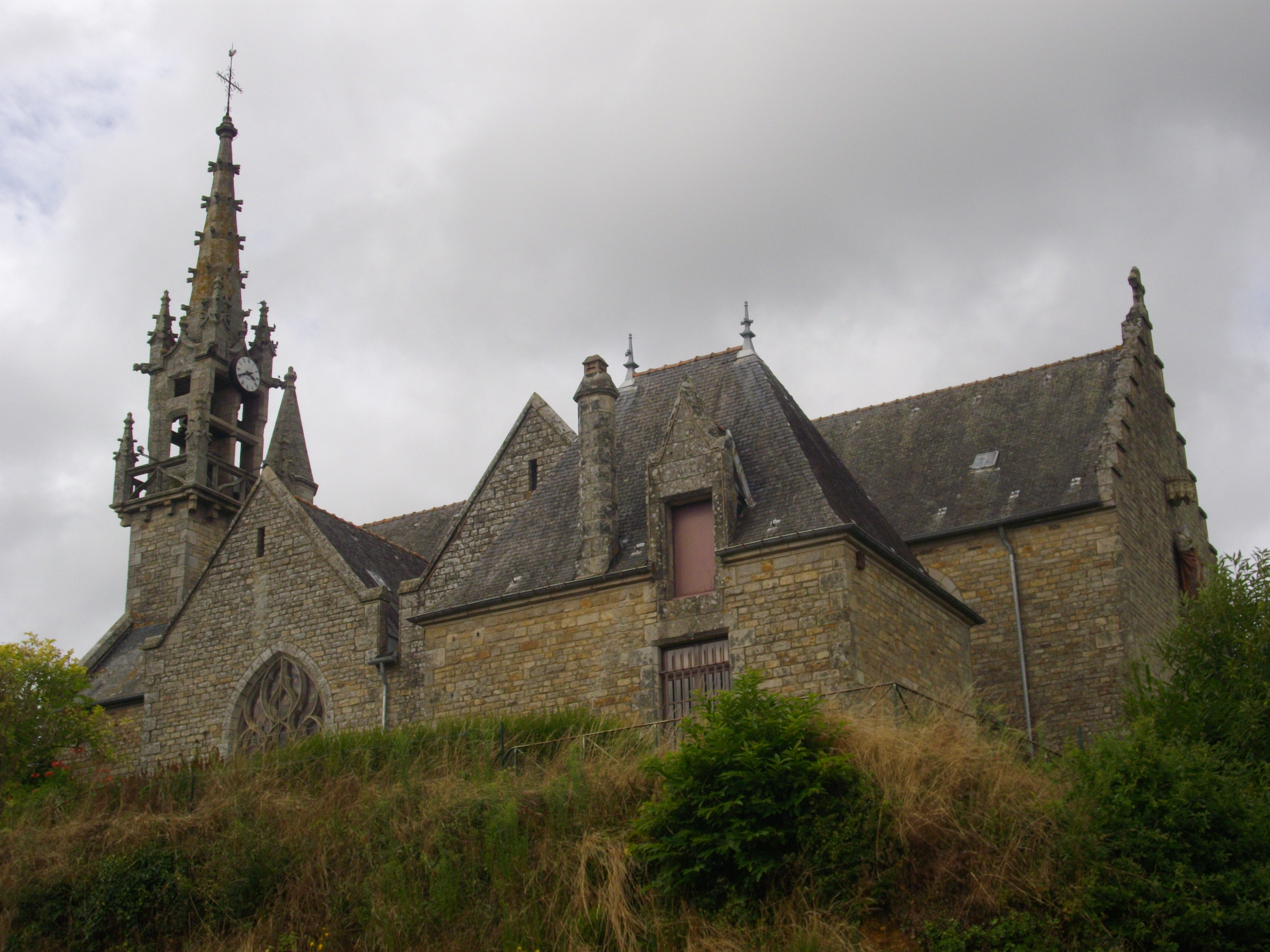
Kirche Saint-André
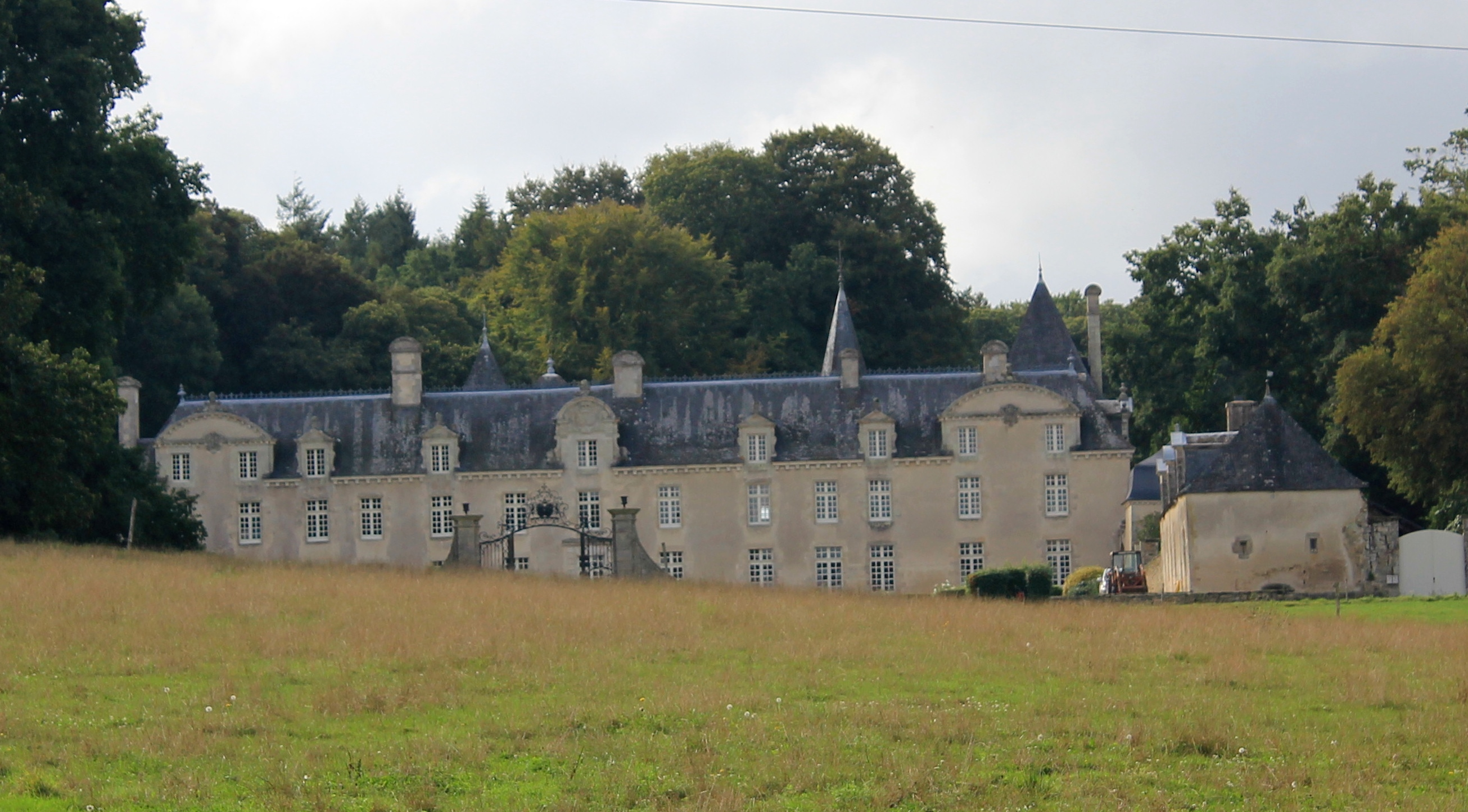
Schloss Ville Der
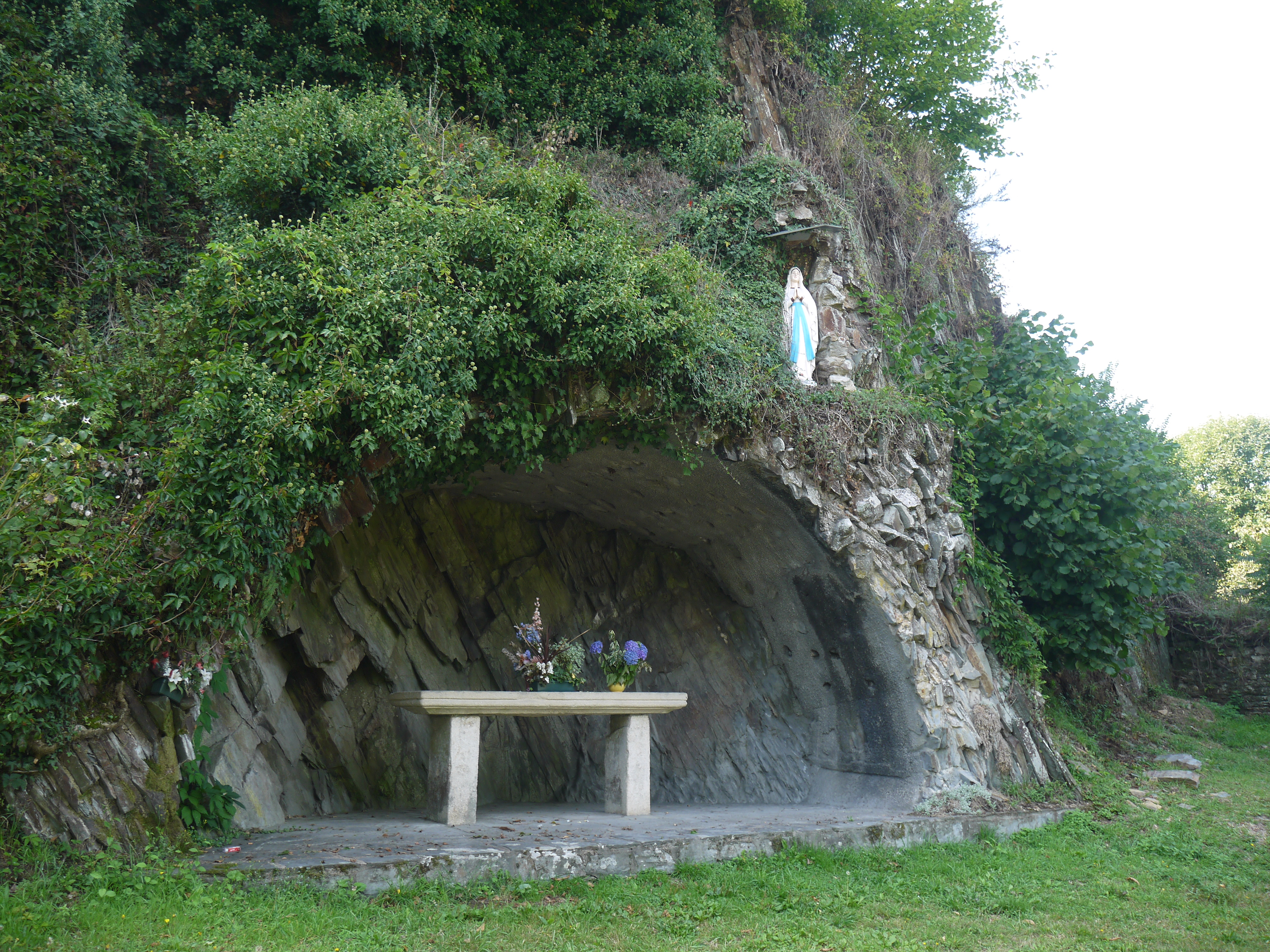
Lourdesgrotte
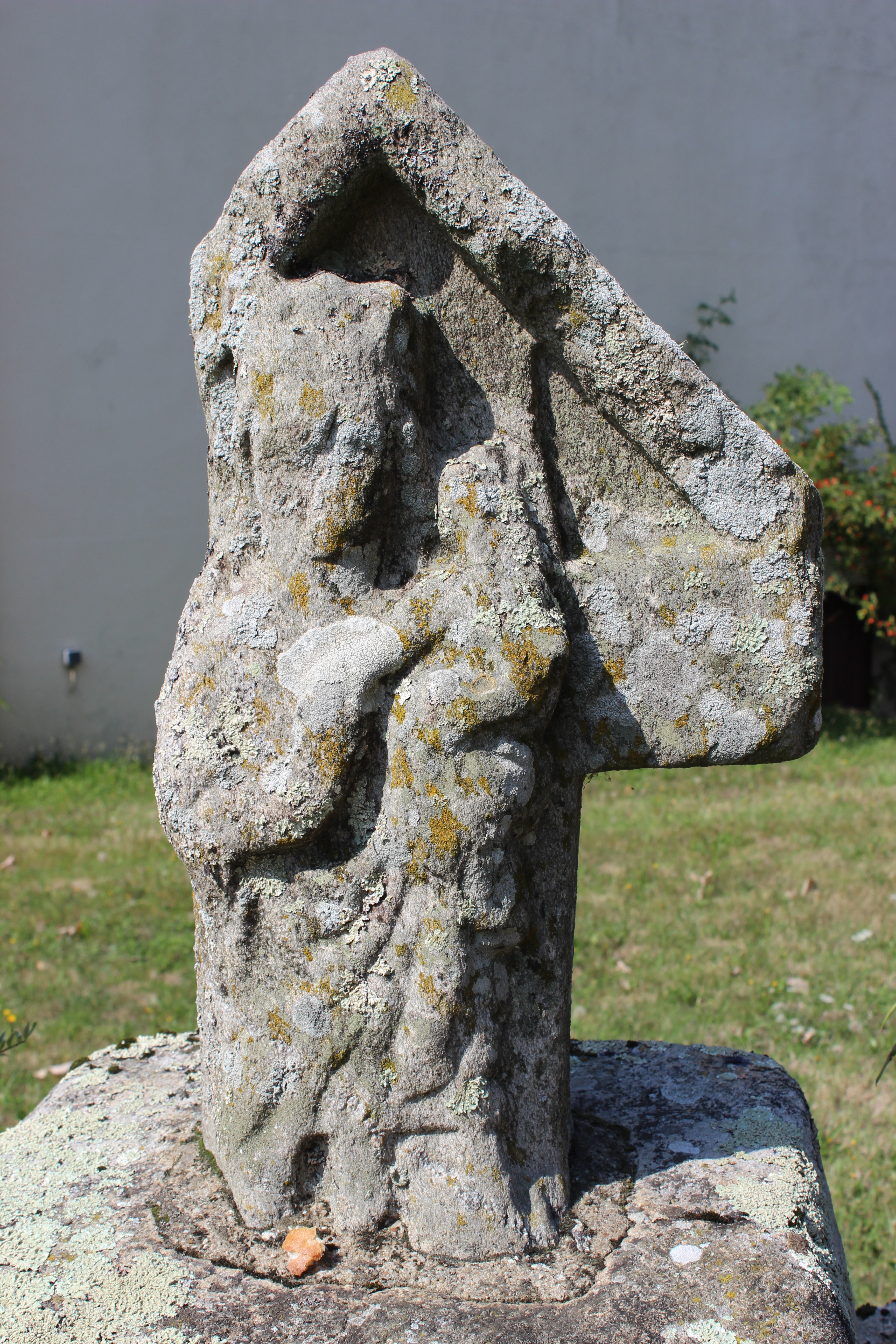
Fragment eines alten Calvaires
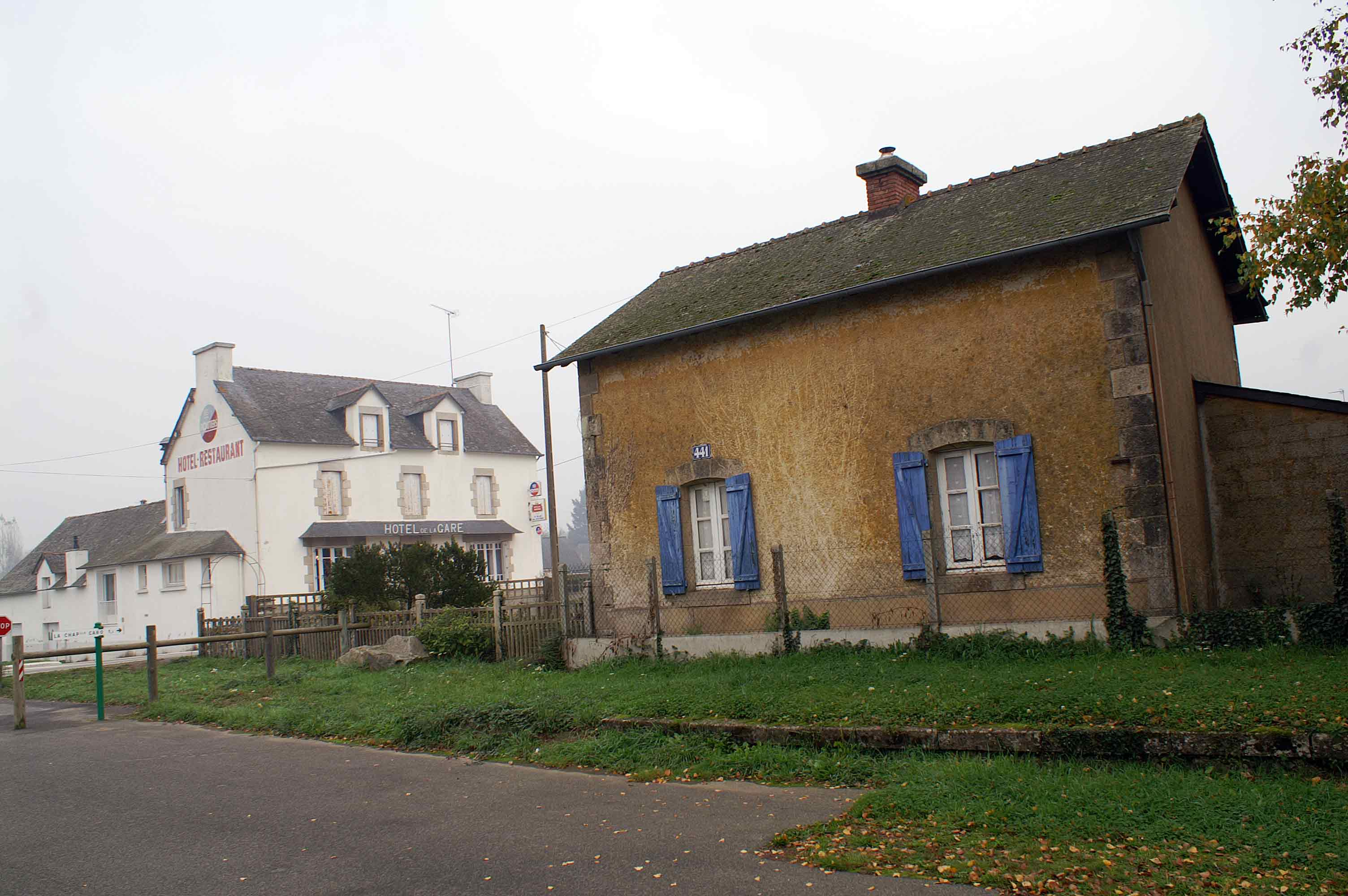
Ehemaliges Bahnhofsgebäude
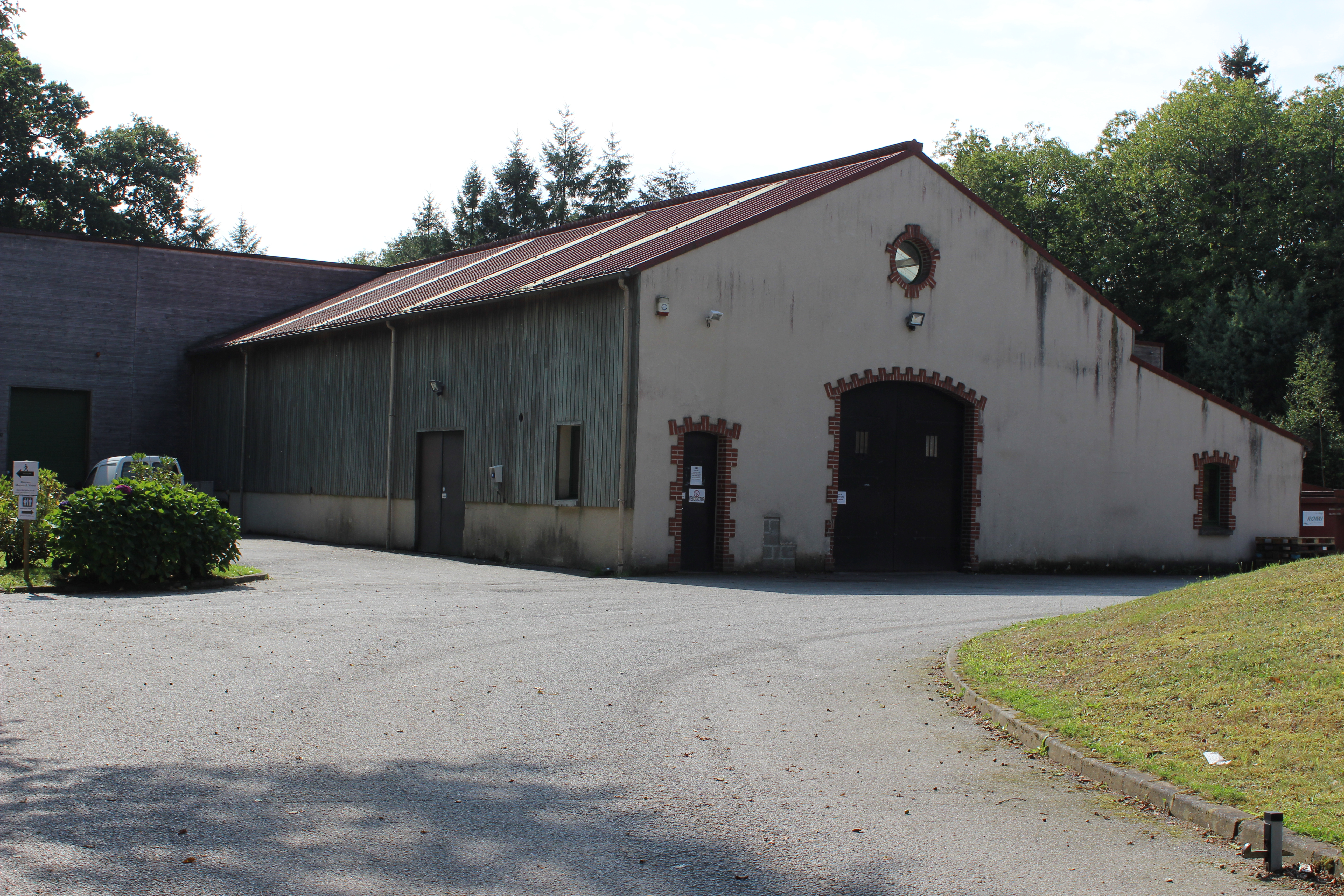
Brauerei „Lancelot“

- Kirche Saint-André
- Schloss Ville Der
- Lourdesgrotte
- Fragment eines alten Calvaires
- Ehemaliges Bahnhofsgebäude
- Brauerei „Lancelot“